# Basketball Bundesliga de 2021-22
A Temporada 2021–22 da Basketball Bundesliga (BBL) foi a 56ª edição da principal competição de basquetebol masculino na Alemanha disputada entre 6 de novembro de 2020 a 19 de junho de 2021.
A liga oficialmente chama-se Easycredit BBL por motivos de patrocinadores.

## Equipes participantes
Na temporada 2021-22 dezoito equipes disputam a competição nacional, sendo que a equipe do JobStairs Gießen 46ers recebeu wild card da organização da Bundesliga ocupando assim a vaga deixada em aberto por Bayer Giants Leverkusen que não se inscreveu. A equipe do RASTA Vechta que foi rebaixado por critérios desportivos em virtude de seu desempenho na temporada 2020-21 ficando em último colocado, foi substituído pelo MLP Academics Heidelberg, campeão da 2.Bundesliga e o maior campeão da era amadora do basquetebol alemão.
| Clube                         | Arena                         | Localização  |
| ----------------------------- | ----------------------------- | ------------ |
| ALBA Berlin                   | Arena Mercedes Benz           | Berlim       |
| Basketball Löwen Braunschweig | Volkswagen Halle              | Brunsvique   |
| BG Göttingen                  | Sparkassen Arena              | Gotinga      |
| Brose Bamberg                 | Brose Arena                   | Bamberga     |
| EWE Baskets Oldenburg         | EWE Arena                     | Oldemburgo   |
| FC Bayern München             | Audi Dome                     | Munique      |
| FRAPORT Skyliners             | Fraport Arena                 | Francoforte  |
| JobStairs GIESSEN 46ers       | Sporthalle Gießen-Ost         | Giesen       |
| HAKRO Crailsheim Merlins      | Arena Hohenlohe               | Crailsheim   |
| MLP Academics Heidelberg      | Halle des Olympiastützpunktes | Edelberga    |
| Niners Chemnitz               | Chemnitz Arena                | Chemnitz     |
| Hamburg Towers                | edel-optics.de-Arena          | Hamburgo     |
| medi Bayreuth                 | Oberfrankenhalle              | Bayreuth     |
| MHP Riesen Ludwigsburg        | MHPArena                      | Ludwigsburgo |
| ratiopharm Ulm                | Arena Ulm                     | Ulm          |
| s.Oliver Würzburg             | s.Oliver Arena                | Wurtzburgo   |
| SYNTAINICS MBC                | Stadthalle Weißenfels         | Weißenfels   |
| Telekom Baskets Bonn          | Telekom Dome                  | Bona         |

|  |                                         |
|  | Promovido da ProA na temporada anterior |

## Formato de competição
| Casa\Visitante           | ALB    | BRA    | GOT    | BRO    | EWE     | MUN    | FRA    | GIE    | HAM    | HAK     | MED    | MHP   | NNC   | SYN     | MLP    | RAT     | SOL     | TEL    |
| ------------------------ | ------ | ------ | ------ | ------ | ------- | ------ | ------ | ------ | ------ | ------- | ------ | ----- | ----- | ------- | ------ | ------- | ------- | ------ |
| ALBA Berlin              |        | 95-80  | 59-65  | 89-57  | 92-86   | 73-80  | 101-63 | 109-80 | 96-81  | 106-74  | 87-53  | 75-76 | 83-62 | 92-72   | 110-70 | 78-73   | 96-61   | 86-88  |
| Basketball Braunschweig  | [ 6 ]  |        | 101-64 | 90-84  | 94-78   | 82-91  | 67-72  | 71-69  | 79-92  | 84-87   | 99-62  | 80-91 | 84-93 | 101-106 | 82-93  | 76-90   | 80-75   | 77-95  |
| BG Göttingen             | 86-92  | 85-93  |        | 76-82  | 95-85   | 66-80  | 76-72  | 87-90  | 83-80  | 83-76   | 92-91  | 78-69 | 90-69 | 91-90   | 70-82  | 91-87   | 76-89   | 90-81  |
| Brose Bamberg            | 89-101 | 84-68  | 88-87  |        | 83-106  | 86-95  | 75-72  | 89-87  | 77-67  | 91-81   | 84-87  | 81-88 | 79-89 | 87-78   | 72-68  | 115-114 | 97-78   | 80-100 |
| EWE Baskets Oldenburg    | 74-92  | 90-76  | 86-85  | 87-71  |         | 106-75 | 69-88  | 72-75  | 77-79  | 82-79   | 95-111 | 57-79 | 92-87 | 110-93  | 109-73 | 89-96   | 113-87  | 65-89  |
| FC Bayern München        | 78-83  | 96-80  | 87-64  | 83-62  | 93-80   |        | 72-53  | 71-64  | 86-75  | 93-64   | 83-60  | 79-78 | 63-65 | 86-78   | 77-71  | 83-86   | 92-57   | 100-81 |
| FRAPORT Skyliners        | 56-72  | 76-89  | 65-73  | 72-77  | 103-110 | 50-78  |        | 75-76  | 64-74  | 80-73   | 82-70  | 71-80 | 78-82 | 68-89   | 87-82  | 58-61   | 61-69   | 86-112 |
| JobStairs GIESSEN 46ers  | 58-84  | 66-82  | 76-87  | 89-92  | 88-75   | 85-95  | 79-90  |        | 100-73 | 70-104  | 86-74  | 59-76 | 70-91 | 100-81  | 68-75  | 76-87   | 97-110  | 95-103 |
| Hamburg Towers           | 80-88  | 103-92 | 83-46  | 75-87  | 101-85  | 87-83  | 68-58  | 104-82 |        | 113-63  | 77-70  | 75-79 | 82-90 | 84-76   | 81-75  | 90-91   | 113-103 | 73-85  |
| HAKRO Merlins Crailsheim | 70-78  | 92-90  | 86-80  | 93-79  | 97-86   | 77-68  | 70-81  | 87-81  | 90-73  |         | 90-85  | 72-61 | 95-93 | 90-93   | 87-72  | 71-93   | 111-84  | 81-76  |
| medi Bayreuth            | 79-109 | 94-92  | 75-72  | 71-84  | 71-74   | 78-87  | 85-72  | 89-95  | 90-71  | 74-86   |        | 87-93 | 69-83 | 100-68  | 85-79  | 73-80   | 77-83   | 71-96  |
| MHP Riesen Ludwigsburg   | 74-62  | 90-72  | 86-79  | 95-76  | 86-102  | 58-77  | 95-67  | 96-87  | 88-87  | 77-75   | 87-67  |       | 74-76 | 77-75   | 98-83  | 74-61   | 83-68   | 91-86  |
| Niners Chemnitz          | 81-64  | 68-77  | 87-86  | 106-94 | 79-78   | 77-58  | 87-86  | 82-75  | 85-89  | 82-92   | 72-86  | 74-56 |       | 91-74   | 67-64  | 78-81   | 88-82   | 90-68  |
| Syntainics MBC           | 66-95  | 91-79  | 93-83  | 86-98  | 87-82   | 68-82  | 81-75  | 91-89  | 57-101 | 116-111 | 105-81 | 80-88 | 89-96 |         | 74-85  | 75-89   | 95-73   | 85-90  |
| MLP Academics Heidelberg | 81-83  | 81-78  | 80-96  | 81-94  | 90-95   | 70-92  | 71-65  | 95-81  | 76-100 | 100-91  | 87-89  | 73-67 | 66-81 | 94-70   |        | 79-84   | 76-71   | 71-82  |
| ratiopharm Ulm           | 66-71  | 59-78  | 86-88  | 83-94  | 86-78   | 65-77  | 80-88  | 88-71  | 78-74  | 100-90  | 92-81  | 78-66 | 77-68 | 83-82   | 90-74  |         | 92-86   | 74-85  |
| s.Oliver Würzburg        | 70-82  | 86-87  | 79-86  | 90-89  | 90-88   | 90-70  | 78-83  | 82-69  | 88-100 | 91-74   | 80-88  | 92-86 | 81-71 | 92-86   | 97-77  | 76-88   |         | 93-90  |
| Telekom Baskets Bonn     | 77-89  | 89-83  | 78-76  | 95-81  | 78-76   | 96-61  | 86-76  | 78-72  | 80-92  | 101-96  | 86-65  | 97-88 | 76-67 | 115-90  | 87-70  | 76-73   | 87-79   |        |

### Classificação Temporada Regular
| Pos. | Clube                    | J  | V  | D  | P    | P+ / P-   | Classificação         |
| ---- | ------------------------ | -- | -- | -- | ---- | --------- | --------------------- |
| 1    | ALBA Berlin              | 33 | 27 | 6  | 466  | 2872:2406 | Playoffs              |
| 2    | Telekom Baskets Bonn     | 34 | 26 | 8  | 237  | 2989:2752 | Playoffs              |
| 3    | FC Bayern München        | 34 | 25 | 9  | 256  | 2771:2515 | Playoffs              |
| 4    | MHP Riesen Ludwigsburg   | 34 | 23 | 11 | 142  | 2750:2608 | Playoffs              |
| 5    | ratiopharm Ulm           | 34 | 22 | 12 | 102  | 2811:2709 | Playoffs              |
| 6    | Niners Chemnitz          | 34 | 22 | 12 | 99   | 2757:2658 | Playoffs              |
| 7    | Hamburg Towers           | 34 | 19 | 15 | 150  | 2897:2747 | Playoffs              |
| 8    | Brose Bamberg            | 34 | 18 | 16 | -69  | 2858:2927 | Playoffs              |
| 9    | HAKRO Merlins Crailsheim | 34 | 17 | 17 | -41  | 2875:2916 |                       |
| 10   | BG Göttingen             | 34 | 16 | 18 | -71  | 2732:2803 |                       |
| 11   | EWE Baskets Oldenburg    | 34 | 14 | 20 | -11  | 2937:2948 |                       |
| 12   | s.Oliver Würzburg        | 34 | 14 | 20 | -138 | 2810:2948 |                       |
| 13   | Basketball Braunschweig  | 33 | 12 | 12 | -44  | 2743:2787 |                       |
| 14   | medi Bayreuth            | 34 | 11 | 23 | -220 | 2688:2908 |                       |
| 15   | MLP Academics Heidelberg | 34 | 11 | 23 | -194 | 2664:2860 |                       |
| 16   | Syntainics MBC           | 34 | 11 | 23 | -218 | 2840:3058 |                       |
| 17   | FRAPORT Skyliners        | 34 | 9  | 25 | -204 | 2503:2707 | Rebaixado para a ProA |
| 18   | JobStairs GIESSEN 46ers  | 34 | 8  | 26 | -240 | 2705:2945 | Rebaixado para a ProA |

## Playoffs

### Quartas de final
| Time 1                 | Série | Time 2          | 1º Jogo  | 2º Jogo | 3º Jogo  | 4º Jogo | 5º Jogo |
| ---------------------- | ----- | --------------- | -------- | ------- | -------- | ------- | ------- |
| ALBA Berlin            | 3 - 0 | Brose Bamberg   | 114 - 89 | 97 - 85 | 103 - 70 | -       | -       |
| MHP Riesen Ludwigsburg | 3 - 0 | ratiopharm Ulm  | 104 - 99 | 81 - 77 | 97 - 79  | -       | -       |
| Telekom Baskets Bonn   | 3 - 0 | Hamburg Towers  | 100 - 98 | 89 - 81 | 95 - 88  | -       | -       |
| FC Bayern München      | 3 - 0 | Niners Chemnitz | 77 - 53  | 93 - 76 | 87 - 80  | -       | -       |

### Semifinal
| Time 1               | Série | Time 2                 | 1º Jogo | 2º Jogo  | 3º Jogo | 4º Jogo | 5º Jogo |
| -------------------- | ----- | ---------------------- | ------- | -------- | ------- | ------- | ------- |
| ALBA Berlin          | 3 - 0 | MHP Riesen Ludwigsburg | 89 - 84 | 100 - 76 | 73 - 67 | -       | -       |
| Telekom Baskets Bonn | 2 - 3 | FC Bayern München      | 68 - 80 | 81 - 82  | 86 - 84 | 80 - 83 | 74 - 87 |

### Final
| Time 1      | Série | Time 2            | 1º Jogo | 2º Jogo | 3º Jogo | 4º Jogo | 5º Jogo |
| ----------- | ----- | ----------------- | ------- | ------- | ------- | ------- | ------- |
| ALBA Berlin | 3 - 1 | FC Bayern München | 86 - 73 | 71 - 58 | 60 - 90 | 96 - 81 | -       |

## Campeões
| Easycredit BBL 2021-22 Campeões |
| ------------------------------- |
| ALBA Berlin 11º Título          |

## Top Four BBL Pokal - Brunsvique 2022
|  | Meias-finais      | Meias-finais                  | Meias-finais             |    |        | Final       | Final | Final |
|  |                   |                               |                          |    |        |             |       |       |
|  | Baixa Saxônia     | Basketball Löwen Braunschweig | 71                       |    |        |             |       |       |
|  | Baden-Württemberg | Hakro Crailsheim Merlins      | 85                       |    |        |             |       |       |
|  |                   |                               |                          |    | Berlim | ALBA Berlin | 86    |       |
|  |                   | Baden-Württemberg             | Hakro Crailsheim Merlins | 76 |        |             |       |       |
|  | Berlim            | ALBA Berlin                   | 91                       |    |        |             |       |       |
|  | Saxônia           | Niners Chemnitz               | 81                       |    |        |             |       |       |

| Magenta Sport BBL Pokal 2021-22 Campeões |
| ---------------------------------------- |
| ALBA Berlin 11º Título                   |

## Equipes rebaixadas para a2.Bundesliga ProAna temporada 2022-23
- FRAPORT Skyliners[7], JobStairs GIESSEN 46ers[8]

## Clubes alemães em competições europeias
| Clube                  | Competição        | Resultado                                                                   |
| ---------------------- | ----------------- | --------------------------------------------------------------------------- |
| FC Bayern              | EuroLiga          | Eliminado - Quartas de finais para FC Barcelona (2 - 3)                     |
| Alba Berlin            | EuroLiga          | Eliminado - 10º colocado na temporada regular com 12 vitórias e 16 derrotas |
| ratiopharm Ulm         | EuroCopa          | Eliminado - Quartas de finais para Virtus Bologna por 77 - 83               |
| Hamburg Towers         | EuroCopa          | Eliminado - Oitavas de finais para Valencia por 80 - 98                     |
| MHP Riesen Ludwigsburg | Liga dos Campeões | Terceiro colocado                                                           |
| EWE Baskets Oldenburg  | Liga dos Campeões | Eliminado - Fase de grupos como 4º no Gr. H (1 vitória e 5 derrotas)        |
| medi bayreuth          | Copa Europeia     | Eliminado - Segunda fase como 4º no Gr. I (6 derrotas)                      |